# Madlitz-Wilmersdorf
Madlitz-Wilmersdorf war eine Gemeinde südöstlich von Berlin im Landkreis Oder-Spree in Brandenburg. Die Gemeinde war ein Teil des Amtes Odervorland.

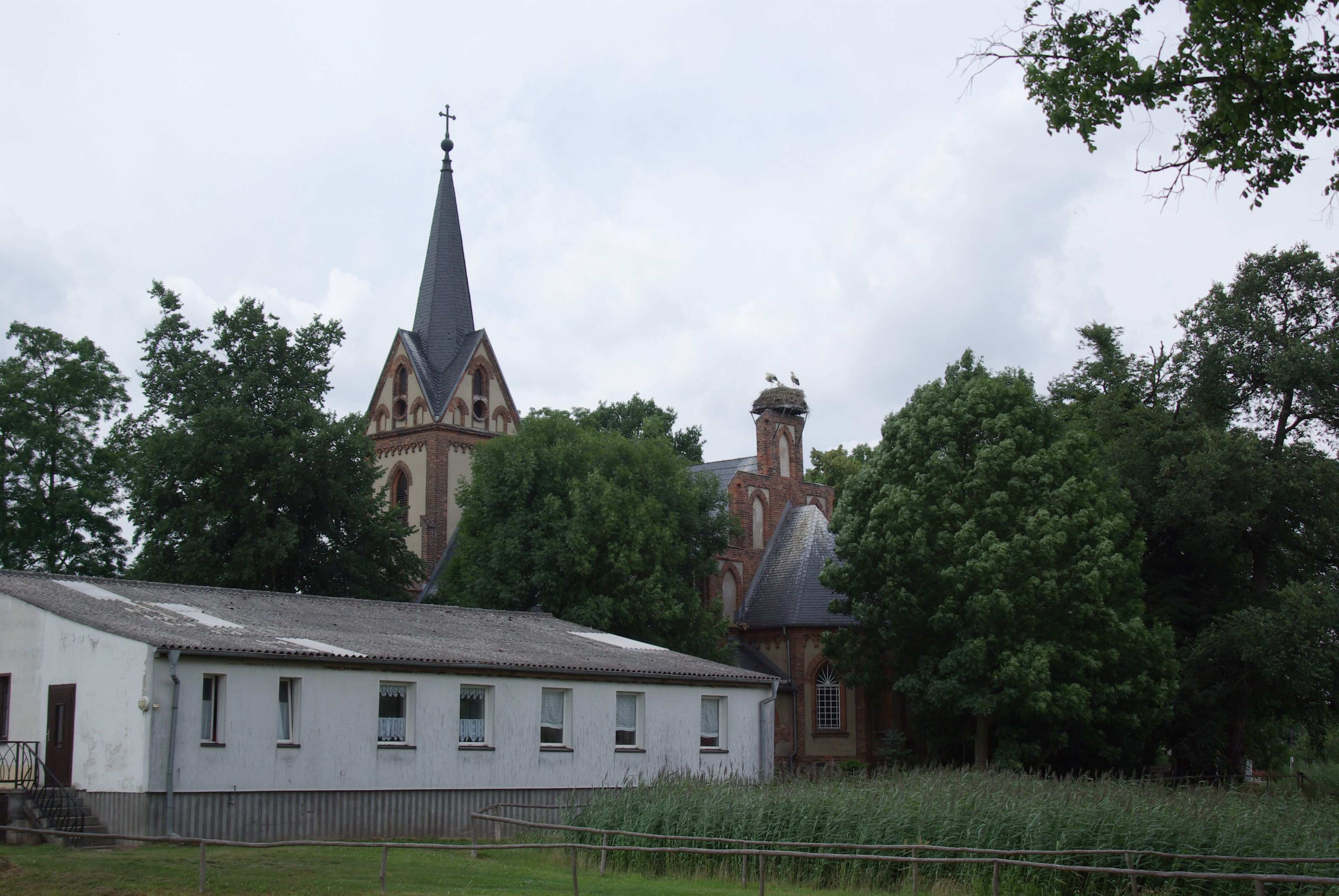
Die Kirche in Wilmersdorf

## Geografie
Die Gemeinde lag direkt an der Spree.
Gemeindegliederung
Zu Madlitz-Wilmersdorf gehörten die Ortsteile Alt Madlitz, Falkenberg und Wilmersdorf sowie die Wohnplätze:
- Buschhaus,
- Emilienhof,
- Fischerhaus,
- Madlitzer Mühle,
- Neu Madlitz,
- Vorwerk Madlitz,
- Vorwerk Wilmersdorf,
- Waldhof

## Geschichte
Die Gemeinde wurde am 31. Dezember 2001 durch den Zusammenschluss der bisherigen Gemeinden Alt Madlitz und Wilmersdorf gebildet. Bereits am 8. Oktober 1948 wurde Neu Madlitz nach Alt Madlitz eingemeindet.
Am 26. Oktober 2003 wurde Falkenberg bei Fürstenwalde in die Gemeinde Madlitz-Wilmersdorf eingegliedert.
Am 1. Januar 2014 wurde die Gemeinde nach Briesen (Mark) eingemeindet.

## Bevölkerungsentwicklung
| Jahr | Einwohner |
| ---- | --------- |
| 2001 | 545       |
| 2002 | 571       |
| 2003 | 755       |
| 2004 | 760       |
| 2005 | 757       |

| Jahr | Einwohner |
| ---- | --------- |
| 2006 | 752       |
| 2007 | 737       |
| 2008 | 729       |
| 2009 | 722       |
| 2010 | 719       |

| Jahr | Einwohner |
| ---- | --------- |
| 2011 | 682       |
| 2012 | 678       |
| 2013 | 675       |

Gebietsstand des jeweiligen Jahres, ab 2011 auf Basis des Zensus 2011

## Verkehr
Die ehemalige Gemeinde liegt südlich der Bundesstraße 5, die von Frankfurt (Oder) nach Berlin verläuft.